# Jazz Is Dead
Jazz is Dead est un groupe hommage de rock psychédélique américain. Principalement inspiré par le jazz, il reprend des morceaux de Grateful Dead, apparus en 1998, après la mort de Jerry Garcia. Le groupe est connu pour son inclusion de membres vétérans du jazz et du jazz fusion.

## Biographie
Le groupe se compose à l'origine de Jimmy Herring à la guitare, Bobby Lee Rodgers à la basse et Jeff Sipe à la batterie. Le claviériste T Lavitz et le batteur Rod Morgenstein, tous deux membres des Dixie Dregs, rejoignent rapidement la formation ainsi que Alphonso Johnson, ancien membre de Weather Report à la basse.
Ils sortent leur premier album instrumental Blue Light Rain trois ans après la mort du légendaire leader du Grateful Dead. Leur deuxième album, Laughing Water, reprend l'intégralité de l'album Wake of the Flood de Grateful Dead avec la participation d'invités comme Vassar Clements (violon), Donna Jean Godchaux (ancienne choriste du Grateful Dead), Steve Kimock (guitare) et le jeune virtuose de la slide Derek Trucks.
Leur dernière parution est un album live intitulé Great Sky River.

### Membres actuels
- Alphonso Johnson - basse (1998-2001, depuis 2015)
- Rod Morgenstein - batterie (1999-2006, depuis 2015)
- Jeff Pevar - guitare solo (2001-2006, depuis 2015)
- Tom Constanten - claviers (depuis 2015)
- Chris Smith - claviers (depuis 2015)

### Anciens membres
- Billy Cobham - batterie (1998-1999)
- Jimmy Herring - guitare solo (1998-2001)
- T Lavitz - claviers (1998-2006, décédé en 2010)
- Jeff Sipe - batterie (1999-2006)
- Kenny Gradney - basse (2001-2002)
- Dave Livolsi - basse (2002-2006)

## Discographie
- 1998 : Blue Light Rain
- 1999 : Laughing Water
- 1999 : Great Sky River
- 1999 : Live au Stone Pony Asbury Park NJ